# Гайрем (Юта)
Гайрем (англ. Hyrum) — місто (англ. city) в США, в окрузі Кеш штату Юта. Населення — 9362 особи (2020).

## Географія
Гайрем розташований за координатами 41°37′58″ пн. ш. 111°50′34″ зх. д. / 41.63278° пн. ш. 111.84278° зх. д. (41.632744, -111.842711).  За даними Бюро перепису населення США в 2010 році місто мало площу 12,53 км², з яких 12,50 км² — суходіл та 0,03 км² — водойми.

## Демографія
Згідно з переписом 2010 року, у місті мешкало 7609 осіб у 2116 домогосподарствах у складі 1838 родин. Густота населення становила 607 осіб/км².  Було 2200 помешкань (176/км²).
Расовий склад населення:
| - 85,7 % — білих - 0,8 % — вихідців з тихоокеанських островів - 0,5 % — корінних американців - 0,4 % — азіатів - 0,3 % — чорних або афроамериканців - 10,3 % — осіб інших рас |

До двох чи більше рас належало 1,9 %. Частка іспаномовних становила 17,5 % від усіх жителів.
За віковим діапазоном населення розподілялося таким чином: 39,2 % — особи молодші 18 років, 54,6 % — особи у віці 18—64 років, 6,2 % — особи у віці 65 років та старші. Медіана віку мешканця становила 26,2 року. На 100 осіб жіночої статі у місті припадало 100,8 чоловіків;  на 100 жінок у віці від 18 років та старших — 101,0 чоловіків також старших 18 років.
Середній дохід на одне домашнє господарство  становив 65 352 долари США (медіана — 54 417), а середній дохід на одну сім'ю — 67 798 доларів (медіана — 58 523). Медіана доходів становила 41 656 доларів для чоловіків та 27 807 доларів для жінок. За межею бідності перебувало 14,1 % осіб, у тому числі 16,2 % дітей у віці до 18 років та 3,8 % осіб у віці 65 років та старших.
Цивільне працевлаштоване населення становило 3347 осіб. Основні галузі зайнятості: виробництво — 30,1 %, освіта, охорона здоров'я та соціальна допомога — 18,2 %, науковці, спеціалісти, менеджери — 8,5 %, роздрібна торгівля — 8,0 %.